# Secret Service – Maison de Ayakashi
Secret Service – Maison de Ayakashi (jap. 妖狐×僕SS, Inu Boku Shīkuretto Sābisu, dt. „‚Der Hund und Ich‘-Geheimdienst“, auch Inu×Boku SS) ist eine japanische Manga-Serie von Cocoa Fujiwara, welche von 2009 bis 2014 erschien. Eine Anime-Adaption wurde von Januar bis März 2012 erstmals ausgestrahlt.

## Handlung
Das Maison de Ayakashi (メゾン・ド・章樫, Mezon do Ayakashi), besser bekannt unter dem Namen Ayakashikan (妖館), ist ein hoch gesichertes Gebäude, in dem Menschen mit Dämonenvorfahren, oder Yōkai (Ayakashi), residieren, jeder mit seinem eigenen „Secret Service“-Bodyguard, der zugleich auch eine Art Butler ist. Ein Yōkai-Mädchen namens Ririchiyo Shirakiin zieht in das Ayakashikan, in der Hoffnung, dort ihre Ruhe von ihrer Familie zu haben. Jedoch bekommt sie selbst einen „Secret Service“-Bodyguard, Sōshi Miketsukami. Dieser verhält sich ganz zu ihrem Missfallen, wie ein Hund, extrem unterwürfig und verrichtet im Hintergrund mehr Dinge für sie als ihr überhaupt lieb ist. Zugleich kämpft Ririchiyo mit sich selbst, da sie sich in der Rolle einer ihre Mitmenschen diskriminierenden Person gefangen sieht. So spricht sie immer wieder überaus verletzende Worte aus, bevor sie überhaupt selbst etwas dagegen unternehmen kann. Sōshi ist praktisch das Gegenteil von ihr, was aber letztlich dazu führt, dass beide es langsam schaffen sich gemeinsam davon zu befreien und eine Liebesbeziehung aufbauen. Unterstützung im positiven wie auch negativen Sinne bekommt sie dabei von den anderen Mitbewohnern des Hauses, wovon die meisten zu engsten Freunden werden, während innerhalb der Geschichte immer tiefer auf die Beziehungen der Charaktere zueinander eingegangen wird und die Vorgeschichte offenbart wird, in der alle eine gewisse Rolle gespielt haben.
Im weiteren Verlauf kommt es jedoch zu dem Zwischenfall vor dem sich alle gefürchtet haben und weshalb auch die Bodyguards abgestellt wurden. Jedoch können sie nichts gegen die angreifenden Yōkai ausrichten und es werden alle, bis auf Ausnahme von Ririchiyos Zimmernachbarn Renshō, ermordet. Da alle übernatürliche Wesen sind, werden sie etliche Jahre später wiedergeboren und sind im Schnitt einiges jünger als zuvor, was sie noch einmal die Pubertät durchleben lässt, aber auch mit einem teilweisen Verlust an der Erinnerung an die bisherigen Geschehnisse verbunden ist.

## Charaktere
Ririchiyo Shirakiin (白鬼院 凜々蝶, Shirakiin Ririchiyo)
Sie ist die weibliche Protagonistin der Handlung und zugleich ein Halbdämon. Obwohl sie äußerlich den Anschein erweckt am liebsten allein gelassen zu werden und andere nicht ausstehen zu können, sehnt sie sich innerlich danach besser mit ihren Mitmenschen und Yōkai kommunizieren zu können. Dadurch zeigt sie die typischen Eigenheiten einer Tsundere, deren Worte nicht dem entsprechen, was sie wirklich sagen wollte oder meint.
Sōshi Miketsukami (御狐神 双熾, Miketsukami Sōshi)
Er ist der männliche Protagonist und wurde Ririchiyo als Diener zugeteilt. Er selbst ist die Reinkarnation eines bösen neunschwänzigen Fuchses, was sich auch in menschlicher Gestalt durch Iris-Heterochromie äußert. Er verhält sich anderen gegenüber aber überaus hilfsbereit und ist als Butler sehr gefasst, zurückhaltend und vornehm. Jedoch hat er aber die Schwäche seiner Herrin (oder auch seinem Herren) bedingungslos zu gehorchen, selbst wenn es sein eigenes Leben kosten würde. Dabei steht er bereits seit seiner Kindheit mit Ririchiyo in Kontakt, als er im Namen von Kagerō Shōkiin, seinem früheren Herren, die Briefe an Ririchiyo verfassen muss, die natürlich so sein sollen als wären sie von Kagerō selbst geschrieben.
Renshō Sorinozuka (反ノ塚 連勝, Sorinozuka Renshō)
Er ist ein Ittan-momen-Yōkai und Ririchiyos Nebenbewohner. Mit der Zeit baut er eine Art Bruder-Schwester-Beziehung mit ihr auf und gewinnt dadurch auch Sōshis Vertrauen. Als Ittan-momen gleicht er in Yōkaigestalt einem fliegenden Teppich und zeichnet sich durch extreme Lässigkeit aus.
Nobara Yukinokōji (雪小路 野ばら, Yukinokōji Nobara)
Sie ist die SS-Agentin von Renshō und eine Yuki-onna. In ihrer Freizeit zeigt sie ein großes Interesse an neuester Mode und niedlichen Mädchen, was ihr einen teils zweifelhaften Ruf beschert. In der Öffentlichkeit gibt sie bekannt kein Interesse an Männern zu haben, kümmert sich aber immer wieder sehr aufrichtig um Renshō.

## Veröffentlichung
Der Manga erschien vom 22. April 2009 (Ausgabe 5/2009) bis 22. Februar 2014 (Ausgabe 3/2014) im Manga-Magazin Gangan Joker des Verlags Square Enix in Japan. Die Einzelkapitel wurden auch in elf Sammelbänden (Tankōbon) zusammengefasst. Tong Li lizenzierte die Serie für Taiwan. Von Mai 2013 bis Oktober 2015 erschien die Serie vollständig auf Deutsch bei Carlsen Manga.

## Anime-Adaption
2012 produzierte das Studio David Production eine zwölfteilige Anime-Fernsehserie auf Grundlage des Mangas. Regie führte Naokatsu Tsuda und das Konzept der Serie entwarf Toshizo Nemoto. Für das Charakterdesign war Haruko Iizuka verantwortlich und Takeshi Suzuki war künstlerischer Leiter. 
Die Erstausstrahlung fand vom 13. Januar bis zum 30. März 2012 bei MBS in Japan statt, sowie mit wenigen Tagen Versatz auch auf TBS, RKB Mainichi Hōsō, Chūbu Nippon Hōsō und BS-TBS. Crunchyroll und The Anime Network verbreiteten die Serie per Streaming Media. Von März bis September 2012 erschienen die Folgen in Japan auf sieben DVDs/Blu-rays, wobei die letzte eine zusätzliche 13. Folge beinhaltete. 

### Synchronisation
| Rolle               | Synchronsprecher |
| ------------------- | ---------------- |
| Ririchiyo Shirakiin | Rina Hidaka      |
| Sōshi Miketsukami   | Yuichi Nakamura  |
| Renshō Sorinozuka   | Yoshimasa Hosoya |
| Nobara Yukinokōji   | Yōko Hikasa      |
| Kagerō Shōkiin      | Tomokazu Sugita  |
| Karuta Roromiya     | Kana Hanazawa    |
| Banri Watanuki      | Takuya Eguchi    |
| Zange Natsume       | Mamoru Miyano    |

### Musik
Als Vorspanntitel wurde Nirvana (ニルヴァーナ, Niruvāna) von Mucc verwendet. Für den Abspann kamen mehrere Titel zum Einsatz: Folge 2 und 9 verwendeten Rakuen no Photograph (楽園のPhotograph) von Yuichi Nakamura, 3 und 8 Kimi wa (君は) von Rina Hidaka, 4 One Way von Takuya Eguchi und Mamoru Miyano, 5 und 10 SM Hantei Forum (SM判定フォーラム, Esuemu Hantei Fōramu) von Tomokazu Sugita, 6 Sweets Parade von Kana Hanazawa und Folge 7 schließlich Taiyō to Tsuki (太陽と月) von Yoshimasa Hosoya und Yōko Hikasa. Der Text der ersten drei Abspanntitel wurde dabei von der Manga-Autorin Cocoa Fujiwara geschrieben.